# Monetazione di Adelchi di Benevento
La monetazione di Adelchi, principe di Benevento, costituisce un capitolo particolare della monetazione longobarda di Benevento e testimonia i cambiamenti politici avvenuti durante il suo principato. Il periodo in cui Adelchi coniò corre dall'854, quando divenne principe di Benevento, all'878; la sua monetazione è incentrata sul denaro, una moneta d'argento diffusasi in Europa in seguito all'ascesa al potere di Carlo Magno.
Le sorti del principato di Adelchi sono legate a un periodo storico notevolmente agitato, costellato da guerre in cui fu coinvolto l'imperatore Ludovico II. Costui cercò di porre il principato entro la propria sfera di potere ma Adelchi, dopo non poche vicissitudini, riuscì a conservarne il controllo. Questi eventi si riflettono e sono rappresentati dai vari tipi che si sono succeduti nelle emissioni: inizialmente con la presenza del solo nome di Adelchi, poi del nome di Adelchi con accanto quello dell'imperatore, successivamente senza il nome di Adelchi ma con il nome dell'imperatore, da solo o con la moglie, e infine con il nome di Adelchi affiancato da quello del papa, Giovanni VIII.

## Catalogazione e fonti
Nel testo di Philip Grierson e Mark Blackburn, Medieval European Coinage (MEC), della monetazione battuta durante il principato di Adelchi vengono elencate e descritte, con l'ausilio delle fotografie, solo sei monete su diciotto note. Nonostante lo scarso rilievo dato alla monetazione di Adelchi il MEC è comunque usato come riferimento nei cataloghi con indicazioni del tipo "MEC 1, 1113", dove MEC indica le iniziali della collana, 1 il primo volume e 1113 la 1113ª moneta in catalogo. Le monete pertinenti alla coniazione di Adelchi, tutte nel primo volume, sono catalogate dal 1113 al 1118. Le singole monete analizzate nel volume e usate nelle illustrazioni sono quelle della collezione del Fitzwilliam Museum di Cambridge.
Altra fonte di catalogazione, ugualmente usata, è il BMC Vand, cioè il catalogo delle monete dei Vandali e di altre popolazioni, presenti nel British Museum, curato da Warwick William Wroth e pubblicato a Londra nel 1911. La monetazione di Adelchi è accennata nel quadro della monetazione beneventana e le monete del museo sono raffigurate nella tavola XXV (4-6) e descritte da pagina 183 a 186. Sono descritti anche i tipi che non sono presenti nella collezione.
Meno usati internazionalmente, ma più dettagliati sono gli studi pubblicati in Italia da Giulio Sambon nel 1912, quelli contenuti nel vol. XVIII del CNI (Corpus Nummorum Italicorum) e il testo di Memmo Cagiati del 1916-17. In particolare il testo di Cagiati elenca tutti gli esemplari allora noti con la loro descrizione, rappresentandoli attraverso disegni.

## Contesto storico
Dopo l'annessione del regno longobardo all'impero carolingio (774), il dominio beneventano era rimasto l'unico dei territori longobardi a mantenere de facto la propria indipendenza, malgrado la frammentazione dei suoi territori avvenuta verso l'840. Adelchi fu principe dall'854 alla sua morte, avvenuta nel maggio dell'878. Era figlio di Radelchi e succedette al fratello Radelgardo poiché il figlio di questi, Gaideris, era ancora in tenera età.
L'indipendenza del principato fu minacciata dai continui assalti dei Saraceni a sud, dalla pressione dell'imperatore Ludovico II da nord e da quella dei Bizantini stanziati nel thema della Langobardia a est.
Nell'860 Adelchi fu sconfitto a Bari dalle forze musulmane e quindi chiese aiuto all'imperatore franco Ludovico II, che nell'866 sconfisse i Saraceni e nell'871 riconquistò Bari. Ludovico II cercò quindi di consolidare il suo controllo sul principato, acquartierando truppe nelle fortezze beneventane. Adelchi reagì prendendo prigioniero lo stesso imperatore mentre si trovava ospite nel palazzo principesco a Benevento.
Queste vicende si rispecchiano nella coniazione emessa sotto il suo principato.

## Monetazione
Quando Adelchi divenne principe, a Benevento non venivano più coniate monete d'oro da circa quindici anni e l'unico metallo monetato era rimasto l'argento. Il principato si era allineato in questo modo alla tendenza prevalente in Europa.

### I precedenti
La moneta d'argento coniata era il denaro, la cui coniazione nel principato era iniziata, accanto alla produzione di monete d'oro, con Grimoaldo III (787-806) quando Carlo Magno aveva già conquistato, nel 774, il regno longobardo. I denari avevano caratteristiche simili a quelli coniati nello stesso periodo dal papato e dai Franchi. I tipi ricorrenti erano quelli con un monogramma del nome del principe e la croce sugli scalini utilizzata nei solidi e nei tremissi.
Con Grimoaldo IV (806-817) era apparso un nuovo tipo: al dritto una spiga di grano e al rovescio una croce accostata da quattro losanghe. Inoltre con lo stesso principe nelle legende dei denari fu messa la dedica all'arcangelo Michele; l'arcangelo era protettore e simbolo dei Longobardi ed era oggetto di un culto particolare.
Con Sicone (817-832), succeduto a Grimoaldo, furono usati nuovamente i tipi precedenti, con al dritto la legenda PRIHCES BEHEBEH • TI intorno al monogramma cruciforme SICO ed al rovescio la croce lunga tradizionale dei Longobardi con la legenda dedicata all'arcangelo Michele.
Sotto il figlio e successore di Sicone, Sicardo (832-839), nei denari fu usato un nuovo monogramma cruciforme con le lettere SICARD.

### Adelchi
La monetazione di Adelchi riflette i problemi di politica internazionale vissuti dal principato di Benevento durante il periodo in cui è stato principe. La monetazione è suddivisa in quattro periodi, ognuno dei quali - a eccezione del quarto - presenta più tipi.
|                                    | Periodo | Tipi noti |
| ---------------------------------- | ------- | --------- |
| Adelchi da solo                    | 853-867 | 7         |
| Adelchi e Ludovico                 | 867-870 | 2         |
| Ludovico, da solo o con Angilberga | 870-871 | 7         |
| Adelchi e Giovanni VIII            | 871     | 1         |

#### Primo periodo
Il primo periodo della monetazione di Adelchi era quello che recava solo il nome del principe ed è attestato dall'853 all'867. I tipi usati furono sette.
Il primo al dritto presentava nel campo, su tre righe, la legenda + / ADEL' / PRIN e al rovescio una croce accantonata da quattro losanghe, con intorno la legenda • ARHANGEMIHAE ("arcangelo Michele"), molto simile al rovescio dei denari di Grimoaldo IV con la spiga, parte della monetazione longobarda di Benevento. Il titolo usato era quello di principe e la dedica era all'arcangelo Michele.
Il secondo tipo aveva al dritto la tradizionale croce su gradini con intorno la legenda ADELHIS PRINCE, mentre al rovescio, entro la legenda A • RHANGELVMICHAEL, c'era una croce, potenziata nell'asta orizzontale e con sette globuli a ogni braccio dell'asta verticale.
Il terzo tipo aveva nel campo le lettere P ADL R (Adelchi Princeps) disposte su tre righe a formare una croce, con intorno la legenda + SANCTA MARIA.
Il quarto tipo aveva al centro il monogramma cruciforme SΠAR (Sancta Maria) e al rovescio la croce potenziata, mentre nel quinto la croce, latina questa volta, si trovava al dritto, accantonata dalle lettere Α e ω; il monogramma cruciforme SΠAR si trovava al rovescio. Per questa moneta Cagiati elenca due varianti, con differenze minime nelle legende. In entrambe le monete la lettera "M" del monogramma di Maria è scritta in maniera simile alla lettera "Π" (pi maiuscola) dell'alfabeto greco.
Il sesto tipo presentava il cosiddetto "tempietto carolingio", già usato da Carlo Magno. Nella sua quarta monetazione, datata 812-814, Carlo aveva introdotto il tipo dei denari con un ritratto imperiale, di stile romano, usato per il dritto. Uno dei rovesci presentava un tempio tetrastilo (cioè a quattro colonne) circondato dalla legenda XPICTIANA RELIGIO (Christiana religio), in cui nel testo latino erano usate anche lettere greche: "Χ" (chi), "Ρ"  (rho) e "С" (sigma lunato), rispettivamente al posto di "ch", "r" e "s". Il motivo del tempio fu usato anche nella monetazione di Ludovico il Pio, con differenze nella legenda che divenne XPISTIANA RELIGIO con la lettera "S" al posto del sigma lunato di Carlo. Il tempio usato da Adelchi aveva un timpano sul cui culmine si trovava una croce, mentre le colonne erano due, separate da una piccola croce posta al centro. La legenda era ADELCHIS PRIN. Al rovescio era raffigurata una croce su scalini circondata dalla legenda S•C•A•M ARIA (Sancta Maria).
Il settimo tipo presentava al dritto un monogramma del nome Adelchis sormontato da una "∇" e affiancato a destra da una croce e a sinistra da un ostensorio. Al rovescio la moneta presentava la legenda • BENE – • – BENTV intorno a una croce su tre gradini accostata dalle lettere "M" ed "H" (per Michael Angelus). Questa moneta presentava tipi ripresi da un denaro fatto coniare da Grimoaldo III più di mezzo secolo prima; ovviamente in quest'ultimo denaro il monogramma al dritto era costituito dalle lettere che formavano il nome di Grimoaldo. Al rovescio del denaro di Grimoaldo la croce era accantonata dalla prima e dall'ultima lettera dell'alfabeto greco (Α e ω).

#### Secondo periodo
Nel secondo periodo apparve, accanto al nome di Adelchi, anche quello di Ludovico II. Dopo la riconquista di Bari, Ludovico si era insediato a Benevento. Questa situazione è testimoniata dalle emissioni di questo periodo, quelle degli anni 867-871, che videro denari coniati con i nomi congiunti di Adelchi e Ludovico II. I tipi usati in questo secondo periodo furono due.
Il primo presentava al dritto l'immagine della spiga già usata da Grimoaldo IV con intorno la legenda + LVDOVICVSIMPE; al rovescio, una croce patriarcale accantonata dalle lettere "M" ed "H" (per Michael) e la legenda + ADELHIS PRINCES, con la ultima "S" retrograda.
L'altro denaro al dritto aveva nel campo la legenda I | LVDO | VVICV | ^ P ^ (Ludovicus Imperator) ed al rovescio le lettere  P ADEL R (Adelchis princeps ) disposte su tre righe a formare una croce, mentre intorno c'era la legenda + ARHANGELMIHAEL.

#### Terzo periodo
Nel terzo periodo furono emessi denari a nome di Ludovico da solo o con la moglie Angilberga; queste monete si collocano tra gli anni 870 e 871.
In questo caso i tipi usati furono per lo più ripresi dalle coniazioni imperiali precedenti: il tempietto carolingio, la croce con la legenda + XPSTIANARELIGI (christiana religio) e altri ancora. In un gruppo di monete appare la legenda BENVENTV CIBI, BENEVENTUM o simili.
In altre monete appariva il nome della moglie di Ludovico nella forma di ANGILBERGA, accompagnata da titoli come DMA (domina), IMP (imperatrix) o AGVSTA (augusta), con varie grafie.
Per questo periodo sono noti ben sette tipi che, con le varianti, arrivano a tredici monete differenti; Cagiati li identifica con le lettere dalla "A" alla "G".
|   | Dritto                                                                    | Rovescio                                                                   |
| - | ------------------------------------------------------------------------- | -------------------------------------------------------------------------- |
| A | + LVDOVVICVS IMPE; croce battesimale                                      | BENEBENTI CIBI; tempietto carolingio                                       |
| B | + IM / LVDO / VVICV P :• (Ludovicus Imperator) su quattro linee nel campo | + XPSTIANARELIGI (S retrograda); croce ad asta lunga acantonata da ω ed Α; |
| C | + HLVDOVICVS (S orizzontale) IMP R; croce in cerchio di perline           | BENE / BEN / TVM nel campo su tre linee                                    |
| D | + DOMLVDOVVICVS; nel campo IMP                                            | + DMA • ANGILBERGA; nel campo IMP                                          |
| E | + LVDOVICVS INP; croce su scalini; a sinistra globetto.                   | + • / ANGIL / BERGA / INP nel campo su quattro linee.                      |
| F | + LVDOVIGVS INP; croce su scalini.                                        | + ANGILBERGA NP; croce battesimale.                                        |
| G | + LVDOVICVS IMPE; monogramma cruciforme con le lettere ACVS (Agustus).    | + ANGILBERGA IΠP; nel centro AGV / STA su due linee.                       |

#### Quarto periodo
Nel quarto periodo furono coniate monete a nome congiunto di Adelchi e di papa Giovanni VIII. Di questo periodo, datato 871, è conosciuto solo un tipo, che aveva al dritto la legenda ADELGI • PRN intorno al monogramma cruciforme con le lettere IOHA (Iohannes, il nome del papa in latino) e al rovescio, nel campo, la legenda SCAMR (Sancta Maria).